# Nombre de Reynolds magnétique
Pour les articles homonymes, voir Reynolds.
En magnétohydrodynamique, le nombre de Reynolds magnétique peut être défini, par analogie avec le nombre de Reynolds en hydrodynamique. Il indique le rapport entre les termes de convection et de diffusion dans un fluide magnétique.

## Définition
Le nombre de Reynolds magnétique se définit comme : {\displaystyle R_{m}=\mu _{0}\sigma vL}
où :
- {\displaystyle \mu _{0}} est la perméabilité du vide,
- {\displaystyle \sigma } est la conductivité électrique,
- {\displaystyle L} est la longueur caractéristique,
- {\displaystyle v} est la vitesse caractéristique du fluide.

On remarque que {\displaystyle \mu _{0}}{\displaystyle \sigma } correspond à l'inverse de la diffusivité magnétique {\displaystyle \eta }.
Ainsi on peut écrire :  {\displaystyle R_{m}={\frac {vL}{\eta }}}
Sous cette forme, on peut ainsi voir que le nombre de Reynolds magnétique à la même structure que le nombre de Reynolds fluide.

## Applications numériques
Quelques ordres de grandeurs[réf. nécessaire] pour le nombre de Reynolds magnétique :
|                                       | Rm       |
| INDUSTRIE                             |          |
| générateur MHD-gaz                    | 10-3     |
| décharge diffuse                      | 10-3     |
| arcjet                                | 6 × 10-2 |
| métal liquide (mercure)               | 1 à 10   |
| propulseur MHD à plasma (MPD)         | 3        |
| réactions thermonucléaires contrôlées | 102      |
| ASTROPHYSIQUE                         |          |
| noyau de la Terre                     | 103      |
| ionosphère                            | 103      |
| atmosphère solaire                    | 108      |
| couronne solaire                      | 1015     |
| espace interplanétaire                | 1015     |
| espace interstellaire                 | 1021     |